# Olivier Curty
Olivier Curty, né le 18 janvier 1972 à Fribourg (originaire d'Alterswil), est une personnalité politique fribourgeoise, membre du Parti démocrate-chrétien (PDC). Il est conseiller d'État, à la tête de la Direction de l'économie et de l'emploi, depuis 2017.

## Biographie
Olivier Curty naît le 18 janvier 1972 à Fribourg. Il est originaire d'Alterswil, dans le district de la Singine. Il est germanophone. Son père, Joseph Curty, est policier ; sa mère se nomme Anita Andrey.
Après sa scolarité obligatoire à Saint-Ours et à Tavel (en Singine), il fait un apprentissage dans une fiduciaire et obtient en 1990 un CFC d'employé de commerce. Il s'inscrit ensuite au Collège Saint-Michel, où il décroche une maturité de type économique en 1993. Il enchaîne avec des études en sciences politiques à l'Université de Lausanne, où il obtient un master en 1996, complété par un diplôme en relations internationales de l'Université de Kent en Angleterre et, en 1998, d'un master en relations européennes de l'Université de Bâle,.
Il vit depuis 2002 à Morat avec son épouse, née Daniela Stempfel, et ses deux enfants.

## Parcours professionnel
Il est engagé en 1999 comme assistant de direction par l'Union suisse de l'article de marque. Il entre deux ans plus tard, en 2001, au  Département fédéral de la défense, de la protection de la population et des sports, où il occupe un poste d'analyste en politique de sécurité. En 2005, il rejoint l'Office fédéral de la police, à l'état-major pour le développement international et la gestion de crises.
Il est nommé en 2008 vice-chancelier de l'État de Fribourg, fonction qu'il exerce jusqu'à son élection au Conseil d'État en 2016.
Il est membre du club d'athlétisme de Morat et pratique assidûment la course à pied.

## Parcours politique
Membre du Parti démocrate-chrétien, il siège au Conseil général (législatif) de Morat[Depuis quand ?] jusqu'en 2016.
Le 6 novembre 2016, il crée la surprise en étant élu au Conseil d'État dès le premier tour,. Il y prend la tête de la Direction de l'économie et de l'emploi. Arrivé en cinquième position au premier tour de l'élection du Conseil d'État le 7 novembre 2021, il est réélu en deuxième position le 28 novembre 2021.
Le 16 décembre 2021, le Grand Conseil l'élit à la présidence du Conseil d'État pour l'année 2022.

### Positionnement politique
En 2016, il est le plus à gauche des candidats de la droite au Conseil d'État.

### Autres mandats
Il est vice-président de la Haute École spécialisée de Suisse occidentale[réf. nécessaire].